# Шай, Карл
Карл Шай (англ. Carl Leslie Shy, 13 сентября 1908, Лос-Анджелес, Калифорния — 17 декабря 1991, Ориндж, Калифорния) — американский баскетболист, участник летних Олимпийских игр 1936 года в Берлине, олимпийский чемпион.

## Биография
Карл Шай был студентом Калифорнийского университета в Лос-Анджелесе. После окончания университета играл в баскетбол в команде Universal Studios в 1934—1936 годах. Шай позже стал офицером полиции в департаменте полиции Лос-Анджелеса. Дослужился до детектива и оставался в этой должности до ухода на пенсию.